# Villa Hayes
Villa Hayes je hlavní město departementu Presidente Hayes v Paraguayi. Město je pojmenováno na počest 19. prezidenta Spojených států Rutherforda B. Hayese. Villa Hayes se rozkládá na březích řeky Paraguay, 31 km severně od Asunciónu.

## Ekonomika
Ve městě sídlí největší výrobce železa v zemi. Většina obyvatel se však přesto živí v zemědělství, nebo v prodejem dobytka.

## Turistika
Jednou z hlavních turistických atrakcí je muzeum představující artefakty války o Gran Chaco, jako jsou zbraně, uniformy, fotografie, atd. Dalšími atrakcemi jsou místní kostel a historické budovy.